# 1460-е годы
1460-е (ты́сяча четы́реста шестидеся́тые) го́ды по юлианскому календарю — промежуток времени с 1 января 1460 года по 31 декабря 1469 года, включающий 1460 год 6-го десятилетия   и с 1461 по 1469 годы    7-го десятилетия XV века 2-го тысячелетия.  Они закончились 556 лет назад.

## Важнейшие события
- Во Франции Битва при Монлери (1465; Лига общественного блага[1][2][3][4]).
- Казахское ханство (1465—1822/1847). Сибирское ханство (1468—1598).
- Война годов Онин (1467—1477) в Японии. период Сэнгоку (1467—1607).
- Объединение Испании (1469) через брачный союз королевы Кастилии и Леона и короля Арагона.

## Культура
- Платоновская академия в Кареджи (1462).